# Мочалов, Алексей Владиленович
Алексе́й Владиле́нович Моча́лов (род. 31 июля 1956) — советский и российский оперный певец (бас), солист Камерного музыкального театра имени Б. А. Покровского. Народный артист Российской Федерации (2007).

## Биография
В 1983 году окончил вокальный факультет Московской консерватории (класс Г. И. Тица), с 1980 года — в Камерном музыкальном театре под руководством Б. А. Покровского. Приглашенный солист театра «Геликон-опера», участвовал в постановках Венской Камерной оперы (Австрия) и Национальной оперы Лиона (Франция). Выступает как концертирующий певец. В 1997 году дебютировал в Карнеги-Холл (Нью-Йорк), получив хорошие отзывы критиков.
Преподаёт в Российской академии музыки им. Гнесиных, профессор.

## Награды и премии
- 1997 — премия «Золотой диапазон» за запись вокальных циклов Дм. Шостаковича
- 1998 — Заслуженный артист Российской Федерации
- 2007 — Народный артист Российской Федерации

## Дискография
- 1987 — «Золотой петушок», дирижёр Дмитрий Китаенко (Воевода Полкан)
- 1988 — «Золотой телёнок», дирижёр Лев Оссовский (Бендер)
- 1996 — «Поэзия Пушкина в романсах русских композиторов» (совместно с пианисткой М.Баранкиной)
- 1997 — Д. Шостакович. Вокальные циклы
- 2004 — Д. Шостакович. Антиформалистический раёк, дирижёр Владимир Спиваков
- «Лучшие сцены из репертуара Камерного музыкального театра»
- «Моцарт и Сальери», дирижёр А. Левин (Сальери)